# Carole King
Carole King (* 9. února 1942) je americká písničkářka. Společně se svým bývalým manželem Gerrym Goffinem napsali během šedesátých let pro různé umělce více než dva tucty hitů. Její sólové album Tapestry z roku 1971 vydrželo 15 týdnů na špičce amerického žebříčku hudebních alb a vydrželo v tomto žebříčku více než šest let.
Největšího úspěchu jako písničkářka dosáhla v první polovině sedmdesátých let, ačkoli se její desky prodávaly už dlouho předtím a dlouho po tom. Její první hit „Will You Love Me Tomorrow”, který napsali společně s Goffinem a který se dostal až na vrchol singlové hitparády, vyšel v roce 1960, kdy jí bylo teprve 18 let. V roce 1997 byla spoluautorkou písničky “The Reason”, kterou měla nahrát skupina Aerosmith, místo ní ji však nazpívala Celine Dion.
V roce 2000 ji Joel Whitburn z časopisu Billboard označil jako nejúspěšnější skladatelku období mezi léty 1955–1999. Byla totiž autorkou nebo spoluautorkou 118 popových hitů, které se umístily v americkém singlovém žebříčku Billboard Hot 100. Carole King doposud vydala 25 sólových alb a je držitelkou čtyř cen Grammy. Byla také uvedena jak do Písničkářské síně slávy, tak i do Rock’n’rollové síně slávy.

## Diskografie
- 1970: Writer
- 1971: Tapestry
- 1971: Music
- 1972: Rhymes And Reasons
- 1973: Fantasy
- 1974: Wrap Around Joy
- 1975: Really Rosie
- 1976: Thoroughbred
- 1977: Simple Things
- 1978: Welcome Home
- 1979: Touch the Sky
- 1980: Pearls: Songs of Goffin and King
- 1982: One to One
- 1983: Speeding Time
- 1989: City Streets
- 1993: Colour of Your Dreams
- 1994: In Concert